# Danh sách Giải thưởng Nhà nước về Khoa học Công nghệ
Giải thưởng Nhà nước về Khoa học Công nghệ là 1 trong 2 lĩnh vực của Giải thưởng Nhà nước, do Chủ tịch nước Việt Nam ký quyết định, tặng thưởng cho những tác giả có một hoặc nhiều công trình nghiên cứu khoa học, kỹ thuật, có tác dụng và ảnh hưởng lớn trong xã hội. Về mức độ ảnh hưởng, Giải thưởng Nhà nước về Khoa học Công nghệ xếp sau Giải thưởng Hồ Chí Minh về Khoa học Công nghệ.
Đến nay, giải thưởng đã có 5 đợt trao thưởng (5 năm 1 lần): 2000, 2005, 2010, 2016 và 2022.

## Đợt I (2000)

### Khoa học xã hội và nhân văn
- GS.NGND Hà Minh Đức
- GS Hoàng Châu Ký
- GS.TS Trần Đình Hượu
- NGND Nguyễn Lân
- GS.TSKH.NGND Phương Lựu
- GS.NGND Nguyễn Đăng Mạnh
- GS.TS.NGND Trần Đình Sử
- GS.NGND Đoàn Trọng Truyến

### Khoa học Y dược
- GS.TS.Thầy thuốc Nhân dân.Thiếu tướng Bùi Đại
- GS.Thầy thuốc Nhân dân Từ Giấy
- GS.TS.Thầy thuốc Nhân dân.Thiếu tướng Phạm Gia Triệu: Bảo đảm quân y Quân đội nhân dân Việt Nam trong chiến tranh cứu nước và giữ nước

## Đợt II (2005)

### Khoa học Tự nhiên
- GS.TSKH.NGND Nguyễn Châu, PGS.TS Bạch Thành Công, PGS.TS Đặng Lê Minh: Một số thành tựu tiêu biểu trong nghiên cứu vật liệu từ tính: ferit, perovskit, vật liệu từ vô định hình và vật liệu từ có cấu trúc nano.
- GS.TS Phan Hồng Khôi, GS.TSKH Vũ Xuân Quang, GS.TSKH Nguyễn Xuân Phúc, PGS.TS Đỗ Xuân Thành, PGS.TS Trần Kim Anh, TS Phạm Hồng Dương, PGS.TS Nguyễn Quang Liêm, PGS.TS Lê Thị Trọng Tuyên, PGS.TS Lê Văn Hồng, TS Đào Nguyên Hoài Nam: Nghiên cứu cơ bản tính chất quang - điện - từ của một số vật liệu điện tử tiên tiến (vật liệu bán dẫn Si nano, ZnS, ZnSe; vật liệu từ siêu dẫn cấu trúc kiểu perovskit).

### Khoa học xã hội và nhân văn
- GS.TS Hoàng Thị Châu với công trình Tiếng Việt trên các miền đất nước (1989).
- GS.TS Phan Hữu Dật với công trình Một số vấn đề về dân tộc học Việt Nam (1998).
- GS Phan Đại Doãn với công trình Làng xã Việt Nam - một số vấn đề kinh tế - văn hoá - xã hội (2001).
- GS Phong Lê với Cụm công trình về Văn học hiện đại Việt Nam, gồm: Văn học Việt Nam hiện đại - những chân dung tiêu biểu (2001), Một số gương mặt văn chương - học thuật Việt Nam hiện đại (2001).
- GS Lê Khả Kế với công trình Từ điển Anh - Việt (1997).
- GS.TSKH Phan Đăng Nhật với Cụm công trình về Sử thi Tây Nguyên: Sử thi Ê Đê (1991), Vùng sử thi Tây Nguyên (1999).
- PGS Nguyễn Duy Hinh với hai công trình nghiên cứu về Phật giáo và thành hoàng: Tín ngưỡng thành hoàng Việt Nam (1996) và Tư tưởng Phật giáo Việt Nam (1999).
- GS Bùi Văn Nguyên với Cụm công trình về Nguyễn Trãi, gồm: Nguyễn Trãi và Bản hùng ca đại cáo (1999), Văn chương Nguyễn Trãi rực ánh sao Khuê (2000).
- Nhiều tác giả với Chủ biên GS Hoàng Phê với công trình Từ điển tiếng Việt (2000).
- GS Hoàng Phê với Cụm công trình về Những vấn đề ngữ nghĩa và từ điển học tiếng Việt, gồm: Logic - ngôn ngữ học (1989), Từ điển chính tả (1995), Từ điển vần (1996), Chính tả tiếng Việt (1999).
- PGS Bùi Duy Tân với công trình Khảo và luận một số thể loại, tác gia, tác phẩm văn học trung đại Việt Nam: Tập 1 (1999), Tập 2 (2001).
- PGS Nguyễn Kim Thản với công trình Nghiên cứu về ngữ pháp tiếng Việt: Tập 1 (1963), Tập 2 (1964).
- PGS.TS Trần Thị Băng Thanh với Cụm công trình về Văn học trung đại Việt Nam, gồm: Những nghĩ suy từ văn học trung đại (1999), Ngô Thì Sĩ - những chặng đường thơ văn (1992).
- GS Phùng Văn Tửu với Cụm công trình về Tiểu thuyết Pháp nửa sau thế kỷ XX, gồm: Lui Aragông (1987), Tiểu thuyết Pháp hiện đại - những tìm tòi đổi mới (1990), Tiểu thuyết Pháp bên thềm thế kỷ XXI (2001).

### Khoa học Kỹ thuật
- GS.TS Ngô Kiều Nhi, KS Nguyễn Dương Thụy, KS Trần Minh Cường, KS Trần Minh Tuấn, KS Nguyễn Phương Nam: Nghiên cứu thiết kế chế tạo một số thiết bị đo lường và điều khiển phục vụ sản xuất.
- GS.TS Nguyễn Hữu Niếu, TS Nguyễn Đắc Thành, PGS.TS Phan Minh Tân, KS Đinh Ngọc Thu, TS Tôn Thất Minh Tân: Nghiên cứu tổng hợp và triển khai công nghệ chế tạo, ứng dụng một số vật liệu và tổ hợp vật liệu polymer và composite.
- GS.TS Nguyễn Xuân Anh: Nghiên cứu thiết kế, cải tiến một số vũ khí nhẹ phục vụ kịp thời yêu cầu chiến đấu.
- GS.TSKH Nguyễn Đức Hùng, KS Lê Quang Tuấn, ThS Ngô Hoàng Giang, TS Nguyễn Văn Quỳnh: Phát triển và đổi mới công nghệ mạ, nhúng kẽm bảo vệ, chống ăn mòn các kết cấu thép trong môi trường khí quyển Việt Nam.
- Nhiều tác giả: Các giải pháp khoa học công nghệ bảo đảm môi trường và xây dựng công trình bảo vệ thi hài Chủ tịch Hồ Chí Minh giai đoạn 1969 - 1975.
- KS Phạm Gia Nghi, KS Nguyễn Bá Bách, ông Vũ Văn Đôn, KS Trần Văn Hải: Nghiên cứu thiết kế, chế tạo đèn đặc dụng, xe đặc dụng dùng trong thời chiến.
- KS Trần Huy Vinh, KS Phan Huy Huân, KS Đặng Hoàng Huy, KS Trần Trọng Diên, KS Nguyễn Văn Thiện, KS Đỗ Thạch Cương: Ứng dụng công nghệ sản xuất cấu kiện bê tông cốt thép dự ứng lực tiền chế bằng phương pháp kéo trước cho các công trình xây dựng ở Việt Nam.
- KS Trần Lê Dũng, TSKH Lê Xuân Hải, ThS Trần Thái Thanh, KS Nguyễn Xuân Tín, KTV Trịnh Sĩ Nhất: Nghiên cứu, thiết kế, chế tạo thế hệ lò nung con thoi tiết kiệm năng lượng xây lắp bằng bông gốm chịu lửa.
- Nhà máy Z113, Z115, Z121, Z131 thuộc Tổng cục Công nghiệp Quốc phòng và Viện Thuốc phóng - Thuốc nổ thuộc Trung tâm KHKT và CNQS: Nghiên cứu công nghệ chế tạo vật liệu nổ.
- Nhiều tác giả: Nghiên cứu khoa học công nghệ và ứng dụng triển khai sản xuất thuốc tập hợp tuyển quặng Apatit loại III Lào Cai.
- PGS-TS Lưu Minh Đại, GS.TSKH Đặng Vũ Minh, TS Nguyễn Hồng Quyền, TS Lê Văn Huân, PGS.TS Đỗ Kim Chung: Công nghệ vật liệu đất hiếm phục vụ sản xuất, đời sống và bảo vệ môi trường.
- Nhiều tác giả: Nghiên cứu chế tạo thuốc hoả thuật chịu ẩm cao cho sản xuất vũ khí và công nghệ đánh giá nhanh chất lượng thuốc phóng bằng Metyl tím.
- Nhiều tác giả: Nghiên cứu chế tạo các phương tiện phát khói ngụy trang dùng trong huấn luyện, sẵn sàng chiến đấu và tác chiến A2.

### Khoa học Y dược
- GS.TS.NGND Phạm Gia Khải

## Đợt III (2010)

### Khoa học Tự nhiên
- GS Lê Bá Thảo

## Đợt IV (2016)[1]

### Khoa học xã hội
- GS.TSKH. Nguyễn Quang Hồng với công trình: Khái luận văn tự học chữ Nôm.
- GS.TS. Nguyễn Tài Thư và 6 đồng tác giả với cụm công trình: Lịch sử tư tưởng Việt Nam.

### Khoa học tự nhiên và kỹ thuật
- KS. Trần Xuân Hoàng và 08 đồng tác giả với cụm công trình: Nghiên cứu phương án tối ưu để chế tạo, hạ thủy và lắp đặt chân đế siêu trường siêu trọng ở vùng nước sâu hơn 100m phù hợp với điều kiện ở Việt Nam.

- ThS. Nguyễn Thanh Hà và 11 đồng tác giả với cụm công trình: Cầu Hàm Luông - QL60, tỉnh Bến Tre.
- GS.TSKH. Thân Đức Hiền và 13 đồng tác giả với công trình: Nghiên cứu cơ bản và định hướng ứng dụng các vật liệu từ liên kim loại đất hiếm - kim loại chuyển tiếp.

### Khoa học nông nghiệp
- PGS.TS. Trần Thị Cúc Hòa và 4 đồng tác giả với công trình: Nghiên cứu chọn tạo và phát triển 2 giống lúa mới OM6976 và OM5451 có năng suất và chất lượng cao phục vụ sản xuất và xuất khẩu.

### Khoa học y - dược
- GS.TS. Nguyễn Gia Bình và 27 đồng tác giả với cụm công trình: Nghiên cứu ứng dụng các kỹ thuật lọc máu hiện đại trong hồi sức cấp cứu bệnh nhân nặng và ứng phó với một số dịch bệnh nguy hiểm.

## Đợt V (2022)[2]

### Khoa học xã hội và nhân văn
- GS Đinh Xuân Lâm với công trình Phong trào chống chủ nghĩa thực dân ở Việt Nam.
- GS.TS Trương Hữu Quýnh với cụm công trình Chế độ ruộng đất ở Việt Nam thế kỷ XI-XVIII, Tập I: Thế kỷ XI-XV; Tập II: Thế kỷ XVI-XVIII.
- GS Trần Xuân Trường và 16 đồng tác giả với cụm công trình Chủ nghĩa yêu nước Việt Nam thời đại Hồ Chí Minh, lý luận bảo vệ Tổ quốc Việt Nam xã hội chủ nghĩa và đấu tranh bảo vệ nền tảng tư tưởng của Đảng.
- PGS.TS Phan Trọng Thưởng với cụm công trình Những vấn đề lý luận và lịch sử văn học Việt Nam hiện đại.
- PGS.TS Nguyễn Đăng Điệp với cụm công trình Thơ trữ tình và văn học Việt Nam hiện đại.
- GS.TS. Lê Văn Lân với cụm công trình Thơ Việt Nam hiện đại.
- GS.TS Trần Đăng Suyền với cụm công trình Chủ nghĩa hiện thực và cá tính sáng tạo nhà văn.

### Khoa học Tự nhiên và Kỹ thuật
- GS.TS Nguyễn Đức Chiến và 10 đồng tác giả với cụm công trình Nghiên cứu chế tạo một số cảm biến khí có độ nhạy cao trên cơ sở vật liệu nano oxit kim loại bán dẫn và tổ hợp nano carbon bằng công nghệ vi điện tử.
- KS Phan Tử Giang và 7 đồng tác giả với cụm công trình Nghiên cứu thiết kế cơ sở, chi tiết, công nghệ chế tạo, tích hợp giàn khoan tự nâng 400 ft phù hợp với điều kiện Việt Nam và nghiên cứu phát triển, hoán cải giàn khoan dầu khí di động phục vụ phát triển kinh tế biển, an ninh quốc phòng.
- KS Nguyễn Văn Hội và 23 đồng tác giả với công trình Các giải pháp ứng dụng khoa học công nghệ tối ưu hóa quá trình sản xuất của nhà máy lọc dầu Dung Quất nhằm nâng cao hiệu quả hoạt động và năng lực cạnh tranh của BSR.
- TS Nguyễn Quỳnh Lâm cùng 24 đồng tác giả với công trình Nghiên cứu ứng dụng các giải pháp công nghệ trong thu gom, xử lý và sử dụng khí đồng hành ở các mỏ của Liên doanh Việt - Nga Vietsovpetro và các mỏ lân cận (phần ngoài khơi).
- GS.TS Vũ Thị Thu Hà và 14 đồng tác giả với công trình Nghiên cứu chế tạo xúc tác dị thể, vật liệu nano trong lĩnh vực tổng hợp và ứng dụng nhiên liệu sinh học, các sản phẩm thân thiện môi trường, tiết kiệm nhiên liệu.

### Khoa học Nông nghiệp
- PGS.TS Nguyễn Đình Tùng với Cụm công trình khoa học và công nghệ về các kết quả nghiên cứu đối với các hệ thống dây chuyền máy móc, thiết bị đồng bộ ứng dụng trong sản xuất nông nghiệp công nghệ cao, sử dụng nguồn năng lượng tái tạo từ phế phụ phẩm nông nghiệp góp phần xử lý môi trường và phát triển nguồn năng lượng xanh, sạch, bền vững.
- TS Phạm Công Thiếu và 14 đồng tác giả với cụm công trình Bảo tồn và khai thác nguồn gene vật nuôi bản địa Việt Nam của Viện Chăn nuôi giai đoạn 2000-2020.
- TS Nguyễn Đức Tân và 2 đồng tác giả với công trình Nghiên cứu, sản xuất vaccine nhược độc đông khô phòng bệnh tụ huyết trùng và đóng dấu ở lợn.
- TS Phùng Đức Tiến và 19 đồng tác giả với cụm công trình Chọn tạo và phát triển các giống gà lông màu hướng thịt và hướng trứng giai đoạn 2006-2020.

### Khoa học Y dược
- PGS.TS Nguyễn Văn Hiếu cùng 6 đồng tác giả với cụm công trình Nghiên cứu ứng dụng những tiến bộ khoa học kỹ thuật trong sàng lọc, chẩn đoán và điều trị ung thư đại trực tràng.